# Tipografia Nacional

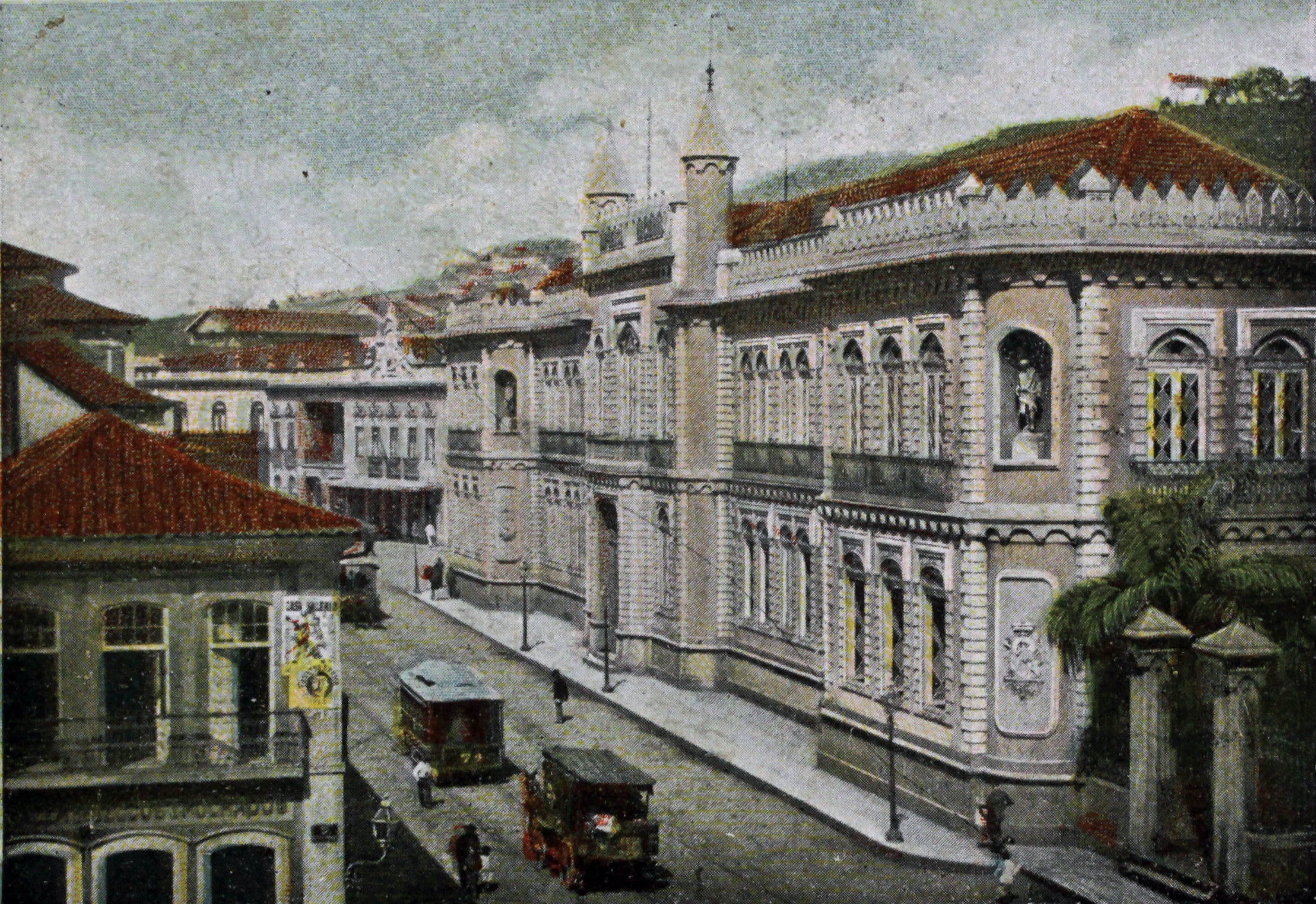
Palacete da então sede em um cartão postal, 1905

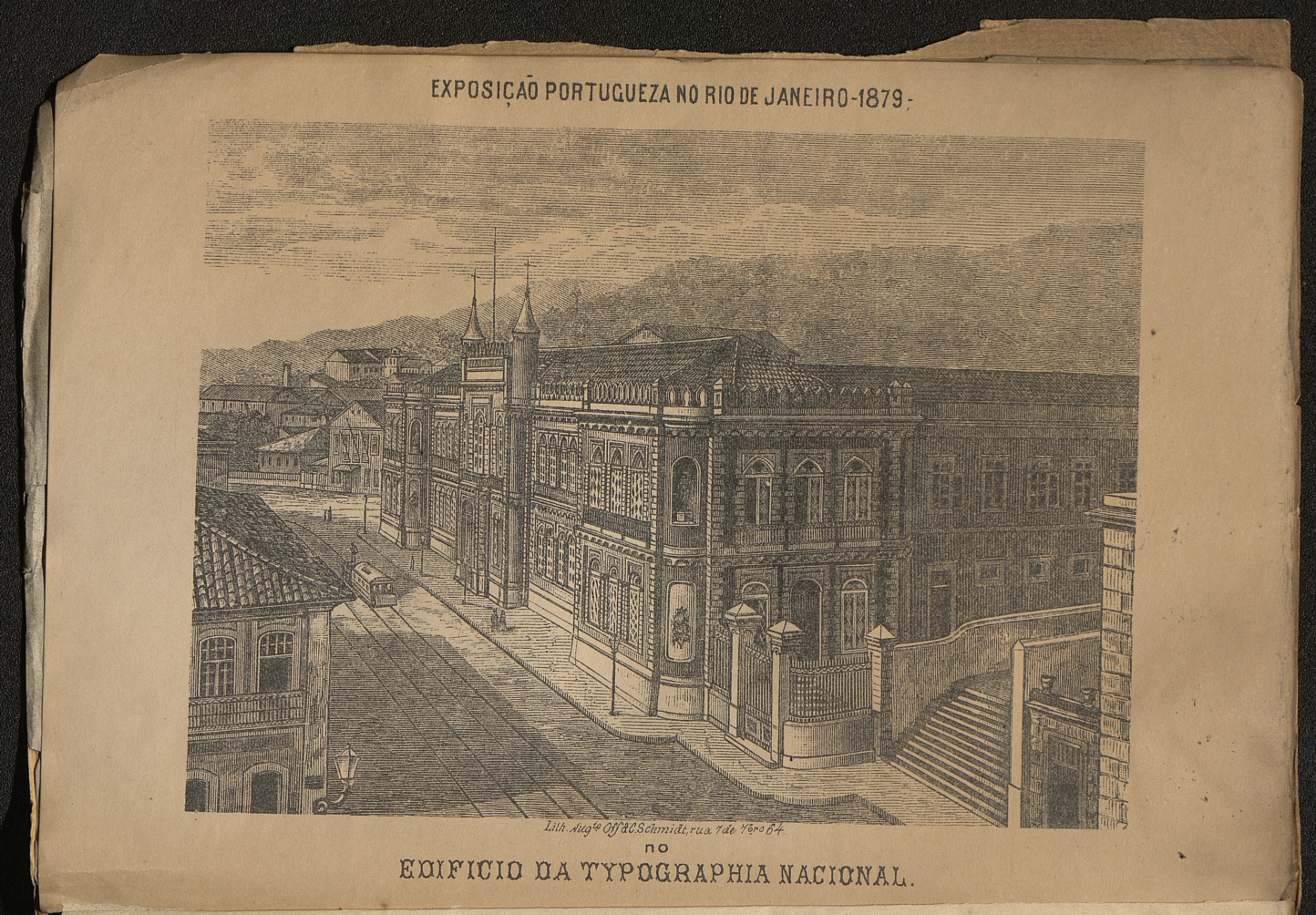
Litografia do edifício, Exposição Portugueza, Rio de Janeiro, 1879.

Tipografia Nacional foi a sucessora da filial da Imprensa Régia na cidade do Rio de Janeiro, criada por decreto de D. João VI em 13 de maio de 1808, e antecessora da atual Imprensa Nacional. Da Independência do Brasil até Primeira República Brasileira, surbordinou-se ao Ministério da Fazenda.[carece de fontes?]
Em 18 de novembro de 1856, o decreto imperial abria credito suplementar de 103.500$000, cento e três contos e quinhentos mil réis, ao Ministério da Fazenda para as despesas da Typographia Nacional para o exercício daquele ano.